# ロス・キャンペシーノス!
ロス・キャンペシーノス! (Los Campesinos!) はウェールズ、カーディフ出身の7人組インディー・ロックバンドである。2006年結成。バンド名はスペイン語で「農民」の意。

## メンバー
ラモーンズ風に全員がキャンペシーノス!姓を名乗っている。
- ギャレス・キャンペシーノス! (Gareth Campesinos!) (本名：ギャレス・デーヴィッド・ペーシー (Gareth David Paisey))

ボーカル、キーボード&グロッケンシュピール
- トム・キャンペシーノス! (Tom Campesinos!) (本名：トム・ブロムリー (Tom Bromley))

ギター&ボーカル
- ニール・キャンペシーノス! (Neil Campesinos!) (本名：ニール・ターナー (Neil Turner))

ギター&ボーカル
- キム・キャンペシーノス! (Kim Campesinos!) (本名: キム・ペーシー (Kim Paisey))

フルート
- ロブ・'スパーキー・デスキャップ'・キャンペシーノス！(Rob 'Sparky Deathcap' Campesinos!) (本名: ロブ・テイラー (Rob Taylor))

ギター、キーボード、グロッケンシュピール&パーカッション
- ジェイソン・キャンペシーノス！(Jason Campesinos!) (本名: ジェイソン・アデリナ (Jason Adelina))

ドラム
- マット・キャンペシーノス！ (Matt Campesinos!) (本名: マット・フィドラー (Matt Fiddler))

旧メンバー
- エレン・キャンペシーノス! (Ellen Campesinos!)  (本名: エレン・ワデル (Ellen Waddell)

ベース&ボーカル。2012年12月15日のロンドン公演を最後に脱退。理由については明らかにされていない。
- ハリエット・キャンペシーノス! (Harriet Campesinos!) (本名: ハリエット・コールマン (Harriet Coleman)

ヴァイオリン、キーボード&ボーカル。2011年9月のベスティヴァル・フェスを最後に学業に専念するため脱退。
- オリー・キャンペシーノス! (Ollie Campesinos!) (本名: オリー・ブリグズ (Ollie Briggs)

ドラム&ボーカル。2010年6月に脱退。理由については発表されていない。
- アレクサンドラ・'アレックス'・キャンペシーノス! (Aleksandra Campesinos!) (本名: アレクサンドラ・ベルディチェフスカヤ (Aleksandra Berditchevskaia)

キーボード&ボーカル。2009年8月のUSツアーを最後に学業に専念するため脱退。

## ディスコグラフィー

### アルバム
- ホールド・オン・ナウ,ヤングスター... - Hold on Now, Youngster...（2008年2月）
- ウィー・アー・ビューティフル、ウィー・アー・ドゥームド - We Are Beautiful, We Are Doomed （2008年10月）
- ロマンス・イズ・ボーリング - Romance Is Boring （2010年2月）
- ハロー・サッドネス～さよなら勇気、悲しみよこんにちは - Hello Sadness （2011年11月）
- ノー・ブルーズ - No Blues （2013年10月）
- シック・シーンズ - Sick Scenes （2017年2月）
- オール・ヘル - All Hell　(2024年7月)

### EP
- スティッキング・フィンガーズ・イントゥー・ソケッツ - Sticking Fingers into Sockets (2007年7月)
- オールズ・ウェル・ザット・エンズ　- All's Well that Ends (2010年7月)
- ア・ロス・キャンぺシーノス！・クリスマス　- A Los Campesinos! Christmas (2014年12月)
- ホール・ダム・ボディ　- Whole Damn Body (2021年5月)
- モー・ヘル　- More Hell (2024年11月)